# On s'est fait doubler !
Pour plus de détails, voir Fiche technique et Distribution.
On s'est fait doubler ! est un court métrage français écrit et réalisé par Nicolas Ramade, sorti en 2017, en hommage aux acteurs français faisant du doublage.
Le documentaire "Les voix légendaires du doublage" donne la parole aux acteurs qui ont participé au doublage de ce court-métrage. Réalisé par Nicolas Ramade et produit par Transkom, il est mis en ligne sur youtube en février 2020.

## Synopsis
Alors qu'il est en train de discuter dans un bar, la voix de Marc se met à changer. Pris de panique, il se précipite chez son amie Léa qui, elle-aussi, ne parle plus avec la même voix. Convaincus qu'il doit y avoir dans le monde d'autres personnes touchées par ce phénomène : ils décident de partir à leur recherche. Ils vont alors rencontrer des personnes les plus étranges qu'ils aient jamais vus.

## Fiche technique
Sauf indication contraire, les informations mentionnées dans cette section peuvent être confirmées par la base de données cinématographiques IMDb,  présente dans la section « Liens externes ».
- Titre français original : On s'est fait doubler !
- Réalisation et scénario : Nicolas Ramade
- Production : Jérôme Gallioz et Julien Pichard
- Société de production : Transkom
- Direction artistique du doublage : Éric Sola
- Société de doublage : Mediadub International
- Photographie : Sophie Ardisson
- Montage : Nicolas Ramade et Ariane Boukerche
- Montage son, mixage et musique : Julien Pichard
- Pays d'origine :  France
- Langue originale : français
- Format : couleur
- Genre : comédie
- Durée : 23 minutes et 39 secondes
- Date de sortie[3] :

France : 15 septembre 2017

## Distribution
| Personnage            | Acteur à l'image         | Acteur au son                        |
| --------------------- | ------------------------ | ------------------------------------ |
| Marc                  | Sylvain Urban            | Patrick Poivey puis Céline Monsarrat |
| le patron du bar      | Xavier « Stan » Armeller |                                      |
| Léa                   | Laure Maloisel           | Maïk Darah puis Odile Schmitt        |
| la fliquette gentille | Aurore Sellier           | Brigitte Lecordier                   |
| le flic psychopathe   | Emmanuel Bonami          | Patrick Béthune                      |
| l'agent du FBI        | Marcus                   | Georges Caudron                      |
| la femme de la secte  | Aude Lanciaux            | Virginie Ledieu                      |
| le cyborg             | Jean-Michel Fouque       | Daniel Beretta                       |
| l'acteur de la télé   | Frédéric Zolfanelli      | Christophe Lemoine                   |
| l'exorciste en noir   | Otis Ngoi                | Thierry Desroses                     |
| l'exorciste en blanc  | Jean-David Stepler       | Jean-Pierre Moulin                   |
| le 1er narrateur      |                          | Benoît Allemane                      |
| le 2d narrateur       |                          | Pierre Hatet                         |
| l'agent stoïque       | Jean-Gilles Barbier      | Bernard Tiphaine                     |
| l'agent bavard        | Jules Dousset            | Richard Darbois                      |

## Commentaires
Ce court métrage est un hommage aux comédiens travaillant dans le doublage dont la profession est souvent méconnue. Par erreur ils sont parfois qualifiés de « doubleurs » alors que ce sont avant tout des comédiens,.
Le film fait référence à de nombreux films et séries à travers des personnages connus tels que Jack Bauer, l'agent Fox Mulder, le Terminator T-800, Hannibal Lecter, Jules Winnfield, Cartman de South Park,  la Princesse Saori de Saint Seiya ou encore Doc Brown de Retour vers le futur.
Le générique de fin révèle les visages des comédiens, alors en pleine séance d'enregistrement de leurs voix.
C'est par ailleurs un des derniers travaux de doublage de Patrick Béthune qui décède peu de temps après des suites d'un cancer. Ironiquement, l'acteur auquel il prête sa voix, Emmanuel Bonami, a lui aussi à plusieurs occasions travaillé dans le milieu du doublage (il a notamment été la voix française de Solid Snake dans Metal Gear Solid).
C'est également le dernier doublage de Pierre Hatet qui meurt le 24 mai 2019 à l'âge de 89 ans.
Le casting à l'image regroupe des comédiens de la web série Hello Geekette : Laure Maloisel (Léa), Aude Lanciaux (la femme de la secte), Jean-Michel Fouque (le cyborg), Xavier Ameller (le patron du bar).
Sylvain Urban (Marc) a joué le rôle de David Lynch dans le long-métrage inspiré librement de la jeunesse du créateur de Twin Peaks, La vie rêvée de David L..
Jean-David Stepler (l'exorciste en blanc) a été aperçu dans un épisode de la série Une histoire, une urgence, diffusée sur TF1 puis TF1 Séries Films. Il interprète également Jules César dans la série Confessions d'Histoire.
Il est également possible d'apercevoir des photos d'autres comédiens de doublage dans le film : Roger Carel, à côté de l'annonce publiée par Marc et Léa. Micheline Dax, Francis Lax puis Caroline Beaune (tous trois décédés quelques années auparavant) affichés dans le bureau des deux agents.
Le film a été sélectionné dans plusieurs festivals de courts métrages dont le Festival Mamers en Mars, "Court maintenant" de Bougival, le "Shortopia film festival" de Villefranche, Paris Lift-off festival, SMR 13 festival international du film indépendant.[réf. nécessaire]